# 京苏菜
京苏菜又称京苏大菜、金陵菜，指以南京为中心，一直延伸到江西九江的地方风味。金陵菜起源于先秦，隋唐已负盛名，至明清成流派。为苏菜的一个分支。金陵菜原料多以水产为主，注重鲜活，刀功精细，善用炖、焖 、烤、煨等烹调方法，口味平和，鲜香酥嫩。菜品细致精美，格调高雅。
金陵菜善用蔬菜，以“金陵三草”（菊花脑、枸杞头、马兰头）和“早春四野”（芥菜、马兰头、芦蒿、野蒜）驰名。

## 特色菜

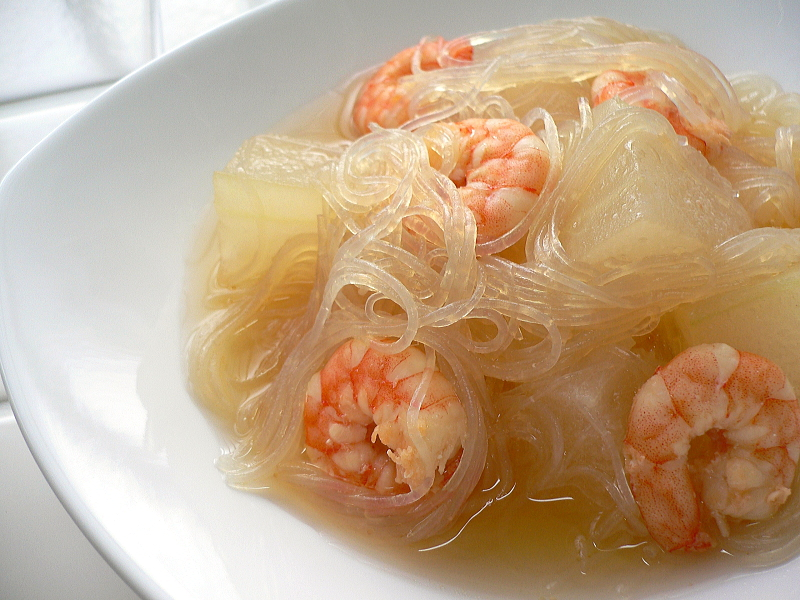
冬瓜蝦肉粉絲湯

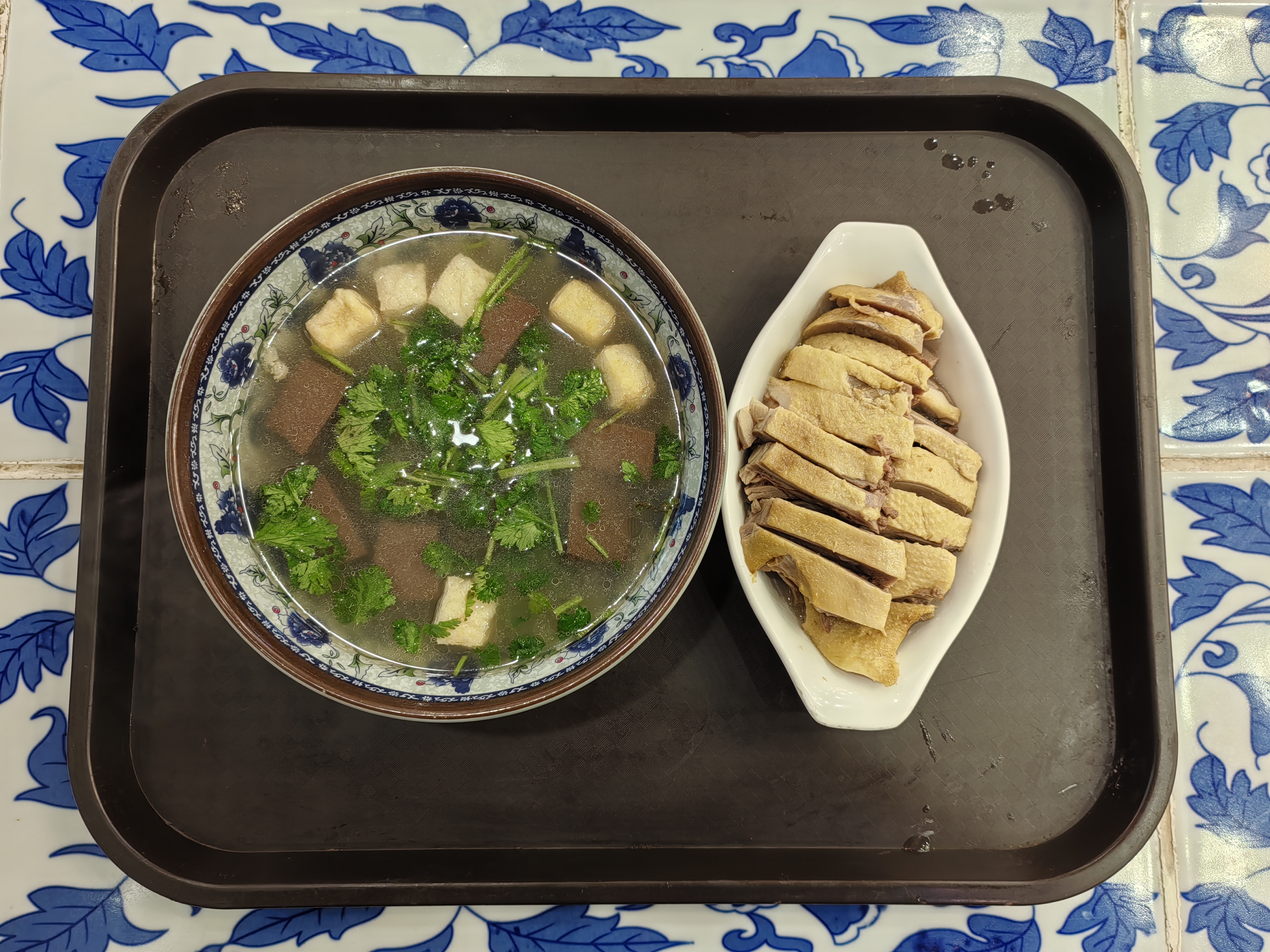
鸭血粉丝汤與盐水鸭

- 四大名菜：松鼠鳜鱼、蛋烧卖、美人肝、凤尾虾
- 金陵三草菜
- 胡先生豆腐
- 炖菜核[1]
- 炖生敲
- 扁大枯酥
- 冬瓜蝦肉粉絲湯
- 鸭馔
  - 盐水鸭
  - 桂花鸭
  - 燒鸭
  - 卤鸭肫肝
  - 叉烤鸭
  - 黄焖鸭
  - 鸭血汤[2]